# 健神星
健神星（小行星序號：(10) 健神星）位於主帶。它的直徑為434（270英里），質量佔主帶小行星總質量的2.9%。按體積和質量划分，它是太陽系中第四大的小行星。在一些光譜分類中，它是表面是碳的黯淡C型小行星中最大的，另一方面，它排名第二，僅次於穀神星。 
根据甚大望远镜（VLT）的SPHERE仪器在2017和2018年的观测结果，科学家们在2019年10月宣布，健神星几乎呈球形，符合流体静力平衡的条件，因此有资格被归类为矮行星。

## 觀測

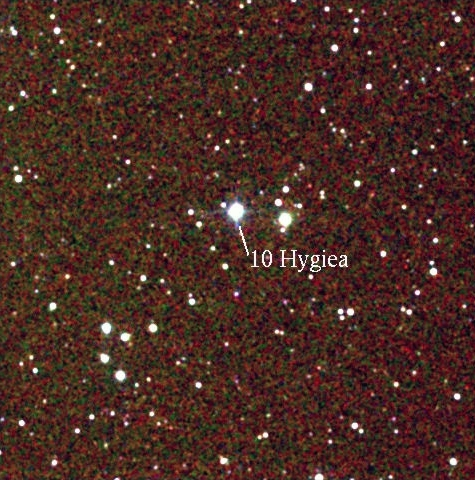
2MASS巡天觀測拍攝到的健神星。

儘管它很大，但是從地球觀測的健神星似乎非常暗淡。這是由於它的表面黑暗和位置在主帶外緣。因此，安尼巴萊·德·加斯帕里斯在1849年4月12日發現它之前，已經有6顆較小的小行星被觀測到。健神星在大部分衝的時候，它的視星等只有+10.2等，依然比灶神星暗4星等。要看到它至少要口徑100-（4-英寸）的望遠鏡。然而，當它在近日點時衝，它的視星等可以達到+9.1等，使用10X50的雙筒望遠鏡就可以看見。

## 發現和命名
1849年4月12日，安尼巴莱·德·加斯帕里斯在意大利那不勒斯（年僅29歲）發現健神星，這是他發現的9顆小行星中的第一顆。它的名字来自希臘神話健康女神许癸厄亚（醫神阿斯克勒庇俄斯之女）。
那不勒斯天文台台長欧内斯特·卡波西將這顆小行星稱為Igea Borbonica ("波旁许癸厄亚")，以紀念統治那不勒斯的兩西西里王國的家族。然而約翰·羅素·欣德在1852年寫道："一般都稱它為健神星，沒有必要的前置詞（波旁）經常省略"。
在19世紀，健神星的英文名稱偶尔被误拼寫成Hypeia，《皇家天文學會每月通報》就是一個例子。

### 中文譯名的變化
健神星命名的來源許癸厄亞（Hygieia）是醫神阿斯克勒庇俄斯的女兒，中國首次出現這顆小行星的中文譯名是由偉烈亞力和李善蘭翻譯約翰·赫歇爾的《談天》（Outlines of Astronomy），原文1859年由上海墨海書館刊行，當時的譯名是「醫女星」，名字沒有譯錯，不過因為許癸厄亞也是掌管衛生和健康的女神，英語 hygiene (衛生) 是從 Hygieia 而來，不知道為什麼這顆星的中文名字後來需要改譯為「健神星」 而非「衛神星」或者「衛女星」。

## 物理性質

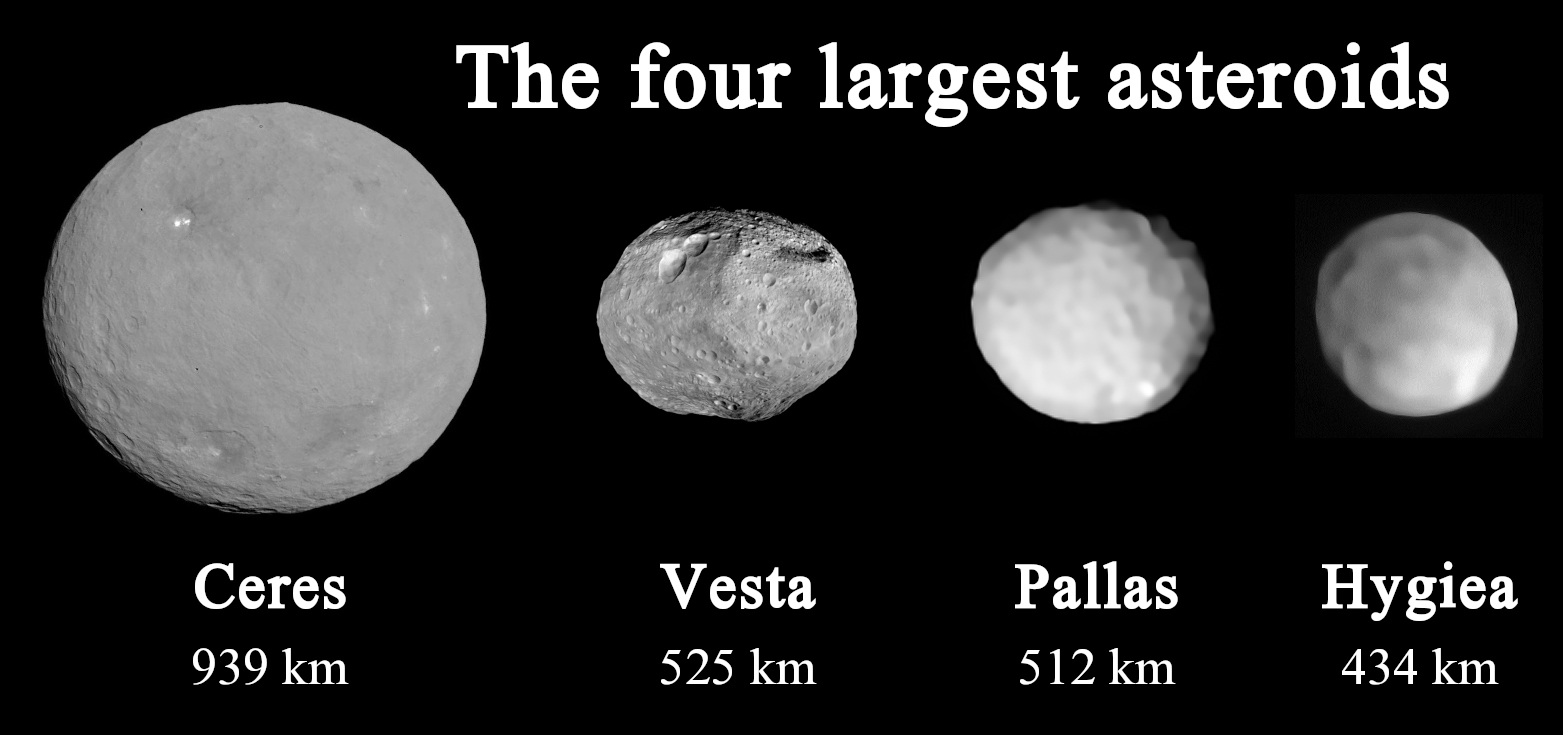
四顆最大小行星的相對大小。健神星在最右邊。

VLT-SPHERE於2017年6/7月間拍攝的健神星影像，可見表面的明亮特徵和幾個暗坑。當時，健神星以南半球正對著地球。

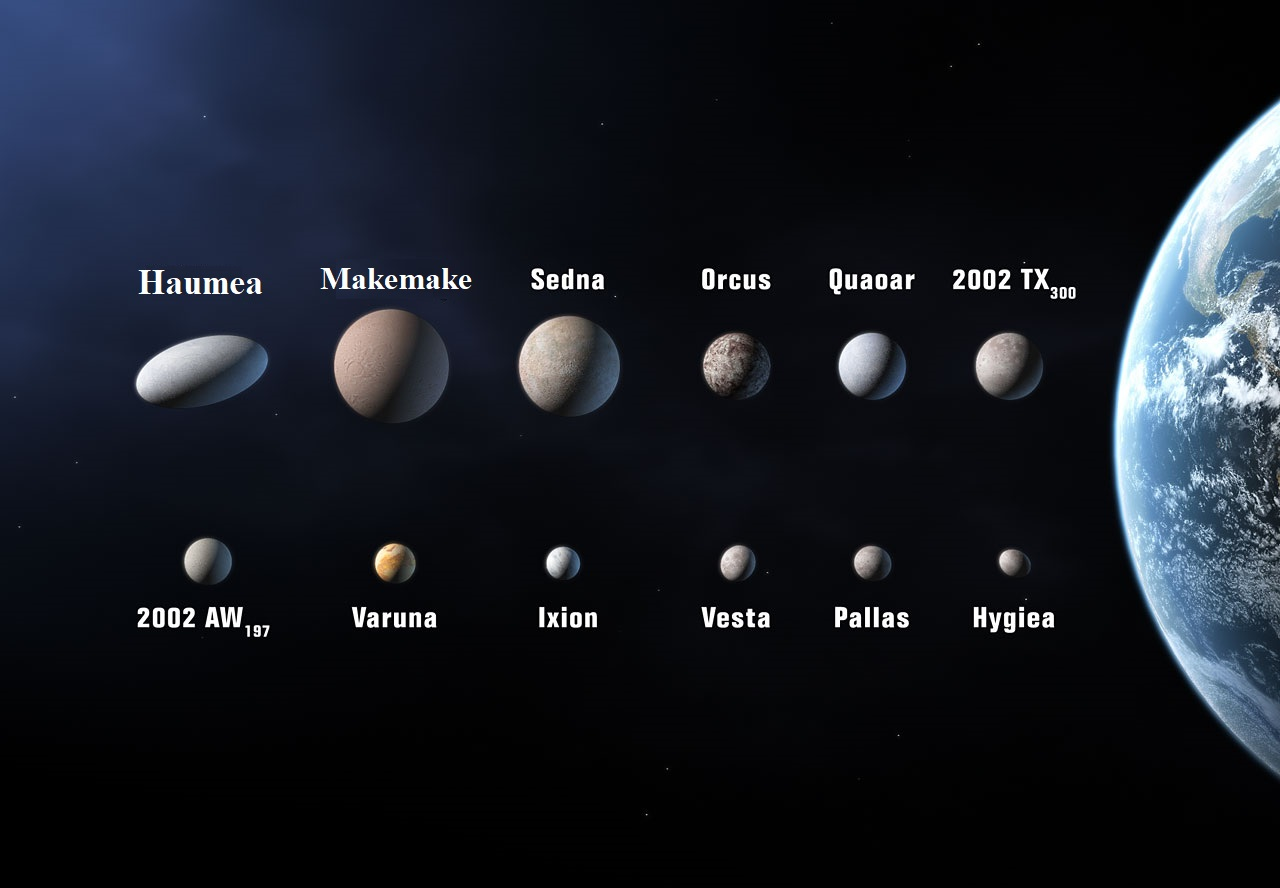
The IAU 2006年提案草案將健神星列為潛在的矮行星候選者。

根據光譜的證據，健神星的表面被認為是由類似於碳質球粒隕石的原始碳質材料組成。在其表面也檢測到受到水溶液改變的物質，這可能表示冰的存在，以及在過去曾被加熱到水可以液化。原始的表面組成表明，相較於其它大型的微行星，像是灶神星 ，在太陽系形成初期，健神星上的冰尚未融化。
使用甚大望遠鏡在2007年拍攝的影像，可以看到明亮的表面的特徵，以及至少兩個黑暗的坑穴，分別以拉丁文的單字命名為Serpens（蛇）和Calix（杯子），但尚未獲得認可。Serpens的直徑約180公里，Calix約為90公里。
健神星是在柯克伍德空隙的2.82AU之外，主帶外側中最大的一顆黑暗 C型小行星。健神星的直徑平均值是434 ± 14公里，然而早期的研究（Ragazzoni et al., 2000）認為它有明顯的扁平型狀，半主軸的比值為1.11（比四大小行星的智神星、灶神星、已成為矮行星的穀神星等大得多。）；最近的結果表明，健神星更像球體，軸比為1.06，與麥克勞林橢圓體一致。除了是四大小型星中最小的一顆，健神星和穀神星一樣，密度相對較低，更接近於木星或土星的冰衛星，而非類地行星或石質小型星。
雖然是該區域最大的天體，但由於其黑暗的表面和與太陽的距離比平均距離還遠，因此從地球上觀測到的健神星顯得非常黯淡。事實上，它是前23顆小行星中第三暗的，只有(13) 芙女星和(17) 海女星在衝時的平均視星等比它低。在大多數衝的時候，健神星的視星等落在+10.2附近，這比灶神星要暗4個星等，至少要4-英寸（100-）的望遠鏡才能觀測得到。然而，在近日點衝時，健神星的亮度可以達到+9.1等，可能只要使用10X50的雙筒望遠鏡就可以觀賞。不像在小行星帶中比它小的704 Interamnia和511 Davida隨時都能用雙筒望遠鏡看見。

地基的天文學家總共已經觀測過17次的健神星掩星事件，其中兩次（2002年和2014年）有大量的觀測員進行觀測。這些觀測被用來估計健神星的大小、形狀和自轉軸。哈伯太空望遠鏡的觀測雖然不能解決問題，但已排除它有直徑大於16（9.9英里）以上的衛星的可能性。

## 軌道和自轉

相對於類地行星和木星軌道的健神星軌道動畫。

健神星在與太陽平均距離3.14AU(天文單位)的軌道上運行，是"四大"小行星中離太陽最遠的。它離黃道很近，軌道傾角只有4°。它的軌道不如穀神星或灶神星的圓，離心率大約0.12 。盡管它的近日點黃經與灶神星和穀神星非常相似，但它的升交點和降交點卻相反。雖然它的近日點非常接近穀神星和智神星的平均距離，但因為總是在黃道的對立面上，健神星與這些較大的小行星之間不可能發生碰撞。在2056年，健神星將接近穀神星至0.025AU的距離，然後在2063年接近智神星至0.020AU。健神星的遠日點延伸至小行星主帶邊緣的極端遠處，到達與木星有著3:2軌道共振的希爾達族周圍。 
做為最大的小行星之一，健神星被小行星中心用來計算攝動 。
健神星與木星和土星處於不穩定的三體均值運動共振中。計算得到健神星的李雅普諾夫時間是30,000年，顯示它佔據著一個渾屯的軌道。由於行星的引力攝動，它的軌道會隨著時間隨機變化。它是這種共振中編號最小的小行星（下一顆是 (70) 蟹神星）。
根據甚大望遠鏡在2017年和2018年測量的結果，確定健神星的自轉週期約為13.8256小時。其單峰光曲線的振幅為0.27星等，這在很大程度上歸因於反照率的變異截至September 2019年。因為光曲線有雙重的模糊性，而頎長週期的自轉加重了這種模糊性，使得單夜的望遠鏡觀測充其量只是完整自轉的一部分，使得健神星的自轉方向尚不清楚，但認為它是[順行和逆行|[逆行]]的。光曲線的分析顯示，健神星的極點指向黃道坐標 (β, λ) = (30°, 115°) 或 (30°, 300°) ，誤差大約10°。這兩種情況下的轉軸傾角約為60°。

## 健神星族

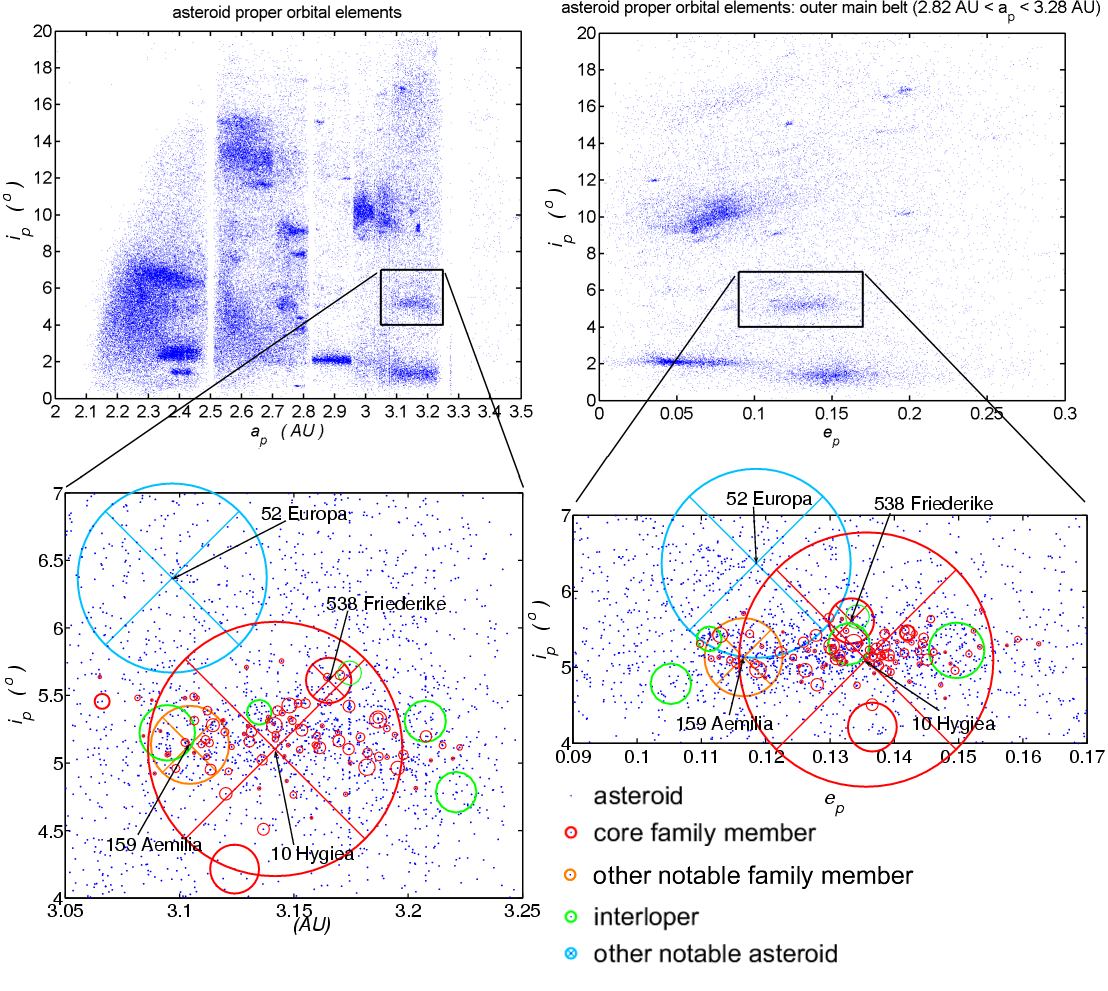
健神星族的位置和結構。

健神星是小行星族健神星族的主要成員，佔主帶小行星的1%。這個家族大約是20億年前一顆直徑約100公里的小行星與原本的健神星相撞後形成的。由於健神星上的撞擊坑太小，無法容納噴出霧的體體，因此認為原本的健神星完全被撞擊破壞，並且大部分的碎片重新凝聚形成這個家族，而有少部分的碎片逃脫了。健神星幾乎包含這個家族總質量（超過98%）。

## 註解
1. ↑  等待IAU的批准。
2. ↑  最長軸和最短軸之間的比率為{\displaystyle 225/212=1.061}[5]。

## 外部連結
- 3D model of asteroid Hygiea （页面存档备份，存于）
- A simulation of the orbit of Hygiea（页面存档备份，存于）
- Stellar occultation of 11 August 2013 (video) （页面存档备份，存于）
- . Minor Planet Center.   [26 May 2011]. （原始内容存档于2016-03-04）. (displays Elong from Sun and V mag for 2011)
- 健神星 at AstDyS-2, Asteroids—Dynamic Site
  - Ephemeris · Observation prediction · Orbital info · Proper elements · Observational info
- NASA JPL小天體瀏覽器上的健神星

| 前一小行星： (9)穎神星 | 小行星列表 | 後一小行星： (11)海妖星 |